# المحباب (السبرة)

تعديل مصدري - تعديل

المحباب هي إحدى قرى عزلة مطاية بمديرية السبرة التابعة لمحافظة إب، بلغ تعداد سكانها 52 نسمة حسب تعداد اليمن لعام 2004.